# SimCopter
SimCopter est un jeu vidéo de simulation aérienne lancé en 1996 par Maxis. Il s'agissait d'un jeu plaçant le joueur dans une ville en 3D. Comme Streets of SimCity, SimCopter donnait également la possibilité à l'utilisateur d'importer ses propres villes de SimCity 2000 dans le jeu.

## Objectifs
Le nom SimCopter est une contraction des mots anglais « Simulation » et « Helicopter » et place le joueur dans le rôle d'un pilote d'hélicoptère civil devant effectuer des missions diverses aux commandes de sa machine.
Il existe deux modes de jeu :
Le mode libre permet au joueur d'importer ses propres villes et de voler au-dessus de celles-ci. SimCopter fournit également 30 villes par défaut. Cependant, les villes réalisées par le joueur ont parfois besoin d'être construites avec le principe de SimCopter à l'esprit, et la plupart du temps le joueur doit augmenter le nombre de commissariat de police, de casernes de pompiers et d'hôpitaux pour permettre des interventions et des évacuations plus rapides.
Le second mode, le mode carrière, est le cœur du jeu. Il met le joueur dans la peau d'un pilote effectuant diverses missions dans la ville. Ces missions sont :
- évacuer des personnes depuis des bâtiments en feu, prisonnières d'accidents ferroviaires ou victimes de naufrages ;
- régulation du trafic routier (embouteillage) ;
- hélicoptère bombardier d'eau ;
- arrêter des criminels ;
- contrôle des émeutes ;
- procéder à des évacuations sanitaires primaire et secondaire ;
- transporter des VIPs.

## Système de jeu
Le joueur démarre avec un hélicoptère léger. En accumulant des missions et donc de l'argent, il devient possible d'améliorer son hélicoptère existant ou bien acheter un modèle plus gros et plus performant. Certaines missions nécessitent des équipements particuliers pour les accomplir et une plus grosse machine offre une plus grande vitesse, plus de puissance et de capacité et permet donc de répondre plus efficacement aux missions demandées et de plus en plus complexes. Quand le joueur a accumulé assez de points, le jeu le fait passer à la ville suivante. Il est alors possible de choisir une nouvelle ville de la même difficulté ou bien d'avancer au niveau supérieur : un total de 10 niveaux de difficulté sont proposés. De nouveaux types de missions sont introduits et la difficulté des anciennes missions est ainsi augmentée.
Le joueur est assisté par une aide médicale urgente et des policiers peuvent être transportés à bord (si le type de machine le permet), pouvant être déployés quand le besoin se fait sentir. Le joueur peut aussi guider des voitures de police, des camions de pompier et des ambulances sur les lieux d'intervention.
Il est également possible d'écouter cinq stations de radio virtuelles à bord de l'hélicoptère : classique, rock, jazz, techno et une station « mix » regroupant toutes les musiques des autres radios. Le format du fichier de musique est en basse qualité wav mais si l'utilisateur le souhaite, il peut importer sa propre musique dans le jeu tant que celle-ci utilise le même format audio.

### Hélicoptères
Les hélicoptères disponibles ou visibles dans le jeu sont :
- Schweizer 300 - hélicoptère de départ
- Bell 206B Jet Ranger
- MD 500
- Bell 212
- Agusta 109
- Eurocopter AS-365N Dauphin II
- MDD 520N
- Boeing AH-64 Apache

### Équipement
Les équipements disponibles dans le jeu sont :
- harnais de sauvetage pour hélitreuillage ;
- réservoir sous élingue "Bamby Bucket" de lutte contre les incendies ;
- canon à eau ;
- mégaphone ;
- lance-grenades lacrymogène anti-émeutes.

## Accueil
- PC Team : 79 %[1]

## Controverse
Un des graphistes du jeu, Jacques Servin, avait inséré des images d'hommes quasi nus et s'embrassant. Celles-ci ont été découvertes par des joueurs peu de temps après le lancement du jeu et ont disparu des rééditions. Le graphiste fut, lui, licencié. Il expliqua que son acte constituait une rébellion contre les conditions de travail chez Maxis et une critique des Bimbos également présentes dans le jeu ,.
À la suite de cela, un membre de AIDS Coalition to Unleash Power (ACT UP), avait appelé à boycotter tous les produits de Maxis, proposition qui fut rejetée par Servin. Ce n'est que plusieurs mois plus tard que le collectif RTMark, pionnier en matière d'activisme anti entreprise, revendiqua l'insertion des "himbos" (pétassons) dans SimCopter ainsi que seize autres actions de « subversion créative ». RTMark avait fait transférer 5 000 dollars en provenance d’un propriétaire d’un magasin à New York pour permettre à Servin d'agir. Les projets de RTMark visent souvent à saboter les biens fabriqués par des grandes sociétés tout en proposant une réflexion critique et politique. Il s'agissait ici de montrer que l’homosexualité demeure un des tabous indépassables dans les jeux vidéo.
Dans ses chroniques humoristiques et acerbes sur la société américaine parue en France sous le titre American rigolos, Bill Bryson commente ces faits, « une histoire rapportée par le New York Times » : 

« ... les joueurs devaient effectuer des missions de sauvetage en hélicoptère. S'ils parvenaient victorieusement au dixième et dernier niveau, on leur promettait un spectacle audiovisuel grandiose incluant "les acclamations de la foule, un feu d'artifice et une fanfare". A la place, et probablement à leur grand étonnement, les vainqueurs ont vu apparaître sur l'écran des messieurs en maillot de bain en train de se faire des câlins. On a découvert que ces images pirates étaient l’œuvre d'un informaticien de trente-cinq ans, un certain Jacques Servin. Interrogé par le Times, il a déclaré avoir introduit ces jeunes gens affectueux pour "attirer l'attention du public sur l'absence de personnages gay dans les jeux vidéo". »